# 클리프 점핑

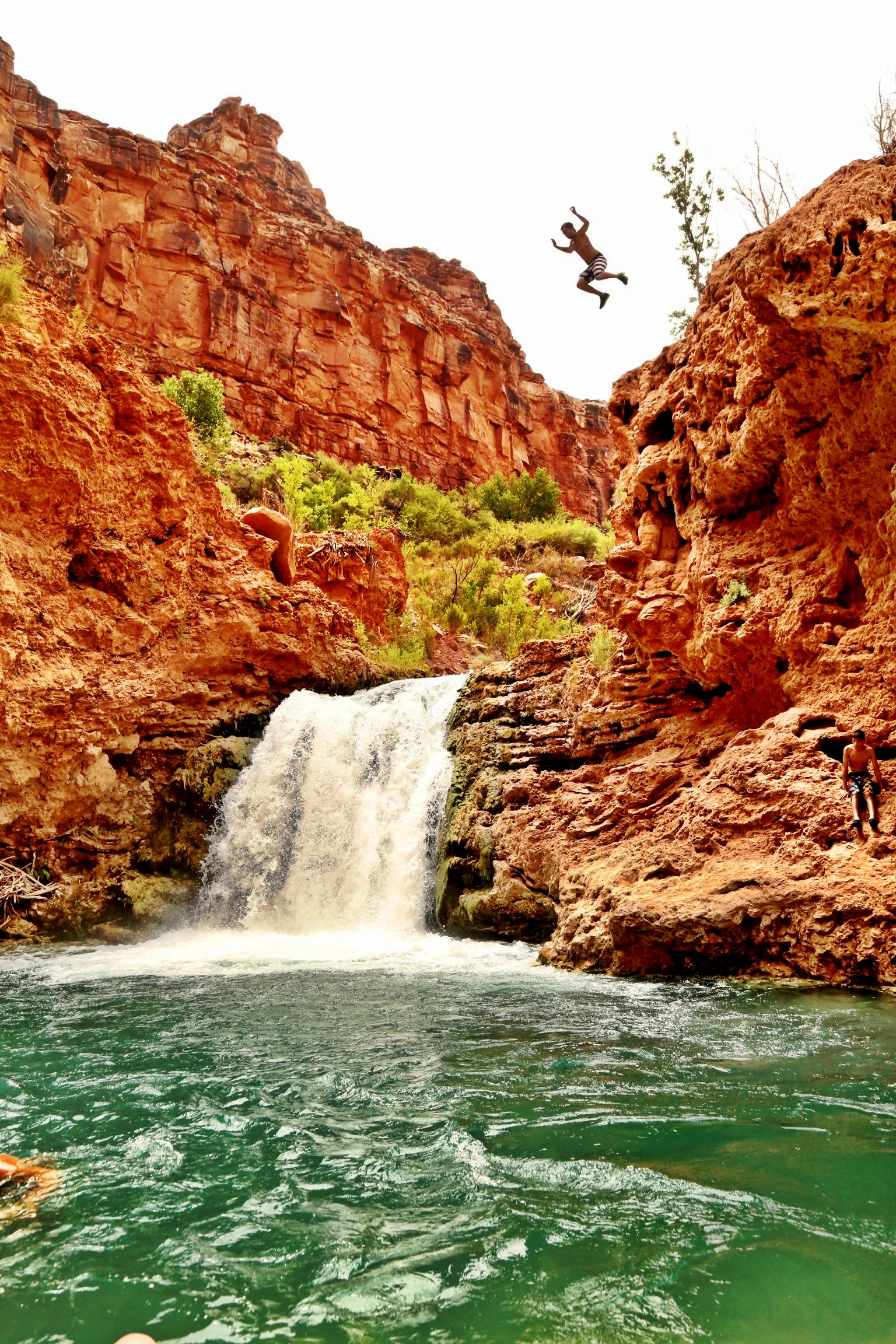

클리프 점핑(cliff jumping)은 스포츠의 한 형태로 절벽 가장자리에서 일반적으로 수역으로 도약하는 것이다. 이는 해안 탐사 스포츠의 일부로 수행될 수도 있고 독립형 활동으로 수행될 수도 있다. 클리프 점핑의 특정 변형은 물에 들어가는 각도나 인간이 만든 플랫폼 또는 기타 장비의 포함 또는 제외를 지정할 수 있다. 클리프 점핑과 이에 가까운 툼스토닝(tombstoning)은 물 착륙에만 해당된다(다이빙은 일반적으로 머리부터 시작하는 입장을 의미하고 묘비 만들기는 발부터 들어가는 것을 의미함). 낙하산을 사용하는 클리프 점핑은 일반적으로 베이스 점핑의 한 형태로 분류된다.
클리프 점핑은 장기간 추락하는 동안 달성할 수 있는 높은 속도로 인해 내재된 위험이 있으며 매년 여러 건의 절벽 점프 사망이 보고된다.
2015년에는 라소 샬러(Laso Schaller)가 58.8m(193피트) 점프로 절벽 점프 세계 기록을 세웠다.